# Craig Breen
Craig Breen (Waterford, Irlanda; 2 de febrer de 1990 - Lobor, Croàcia; 13 d'abril de 2023) va ser un pilot de ral·lis que disputà el Campionat Mundial de Ral·lis.
Fou Campió del Món Júnior l'any 2011 i Campió del Món de la categoria WRC 2 l'any 2012.

## Trajectòria
Breen debuta al Campionat Mundial de Ral·lis l'any 2009 al Ral·li de Portugal. L'any 2011 participa al Mundial júnior amb un Ford Fiesta R2 i aconsegueix alçar-se amb el títol.
L'any 2012 participa a la categoria WRC 2 també amb un Ford Fiesta, aconseguint alçar-se també amb aquest títol per davant de Per-Gunnar Andersson. Aquell any també disputaria proves del Intercontinental Rally Challenge. Malauradament, el 16 de juny del 2012, en un accident al Ral·li Targa Florio, mor el seu copilot Gareth Roberts.

### Citroën (2016-2018)
Breen fa un salt de qualitat la temporada 2016 al incorporar-se al equip Citroën Total Abu Dhabi WRT, on hi estarà durant tres temporades. El seu millor resultat serà un tercer lloc al Ral·li de Finlàndia del 2016 i un segon lloc al Ral·li de Suècia del 2018.

### Hyundai (2019-2021)
Breen es converteix en tercer pilot del equip Hyundai Shell Mobis WRT, disputant ral·lis de forma puntual. Breen al llarg d'aquesta estància a Hyundai aconsegueix quatre podis.

### M-Sport (2022)
Craig Breen s'incorpora a M-Sport la temporada 2022 per disputar el campionat sencer amb el Ford Puma WRC Rally1, malauradament els resultats no són els esperats i finalitza en setena posició final del Mundial amb un segon lloc al Ral·li de Sardenya com a millor resultat.

### Hyundai (2023)
Després d'un any a M-Sport, la sortida d'Ott Tänak i Oliver Solberg del equip Hyundai facilita el retorn de Breen al equip coreà per pilotar diferents proves de forma combinada amb Dani Sordo. En el seu primer ral·li, Breen finalitza segon al Ral·li de Suècia. Malauradament, mentre Breen estava preparant el Ral·li de Croàcia amb un test a Polònia, morí d'accident el 13 d'abril de 2023.